# Exhumación

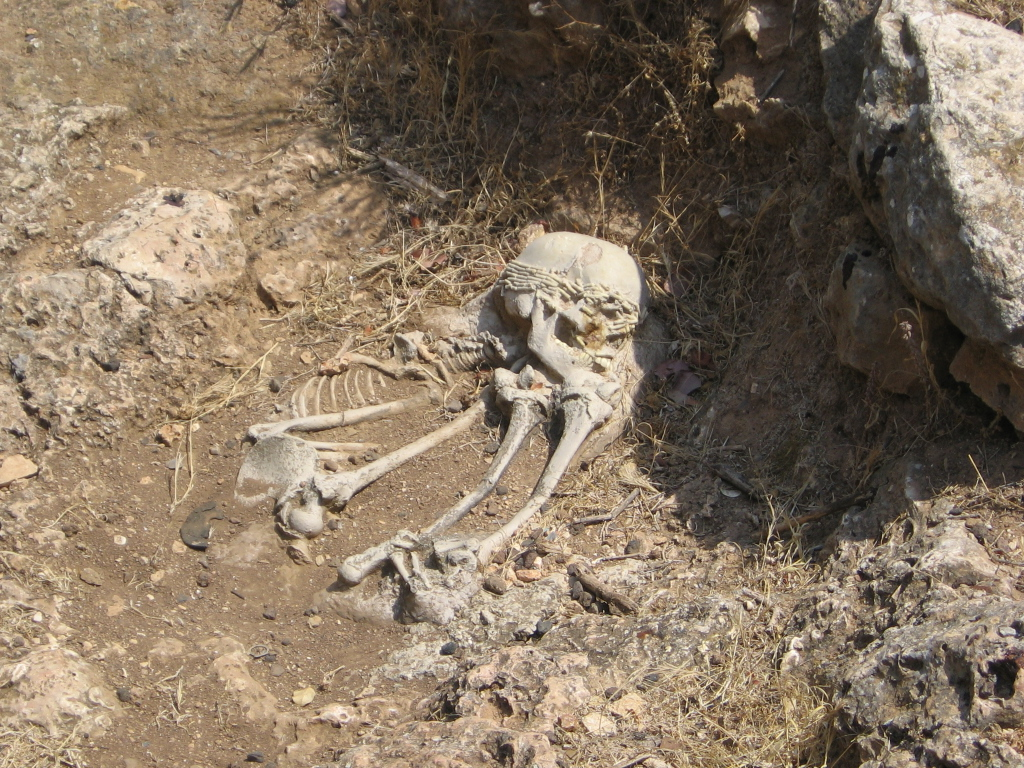
Una reconstrucción de un entierro Natufiense, en el sitio arqueológico de Nahal Me'arot, en Israel.

Se llama exhumación o desenterramiento al acto de extraer un cuerpo que se encontraba enterrado. La mayoría de las culturas que acostumbran enterrar a sus muertos lo considera un sacrilegio. Sin embargo, a menudo existen ciertas circunstancias en las cuales se tolera o se necesita la exhumación:
- Si una persona ha muerto bajo circunstancias sospechosas, la rama que investiga el caso (por ejemplo, la policía) puede exhumar el cuerpo para determinar la causa de su muerte.
- Un cuerpo puede exhumarse de modo que pueda ser enterrado en otra parte.[cita requerida]

Después de cierto tiempo:
- Muchos cementerios tienen un número limitado de terrenos para enterrar a los muertos. Una vez que todos los terrenos se encuentren llenos, el contenido de las tumbas más viejas suele trasladarse a un osario para acomodar más cuerpos.
- Permite a los arqueólogos y antropólogos físicos buscar restos humanos para entender mejor la evolución humana.
- Permite a las empresas de construcción despejar antiguos cementerios para alguna nueva infraestructura.[cita requerida]

Con frecuencia, las culturas tienen diversos tabúes acerca de la exhumación. Estas diferencias suelen dar lugar a conflictos; por ejemplo, en los Estados Unidos las empresas de construcción han tenido múltiples diferencias con los nativos americanos que desean preservar sus cementerios ancestrales.[cita requerida]
En el folclore y en la mitología, la exhumación también se ha asociado con frecuencia al ejercicio de ritos sobrenaturales. Un ejemplo de esto es el incidente del vampiro Mercy Brown de Rhode Island, que ocurrió en 1892.[cita requerida]